# Rick Santorum
Richard John (Rick) Santorum (Winchester (Virginia), 10 mei 1958) is een Amerikaans politicus van de Republikeinse Partij. Van 1995 tot 2007 was hij senator voor Pennsylvania. Eerder was hij afgevaardigde voor het 18e district van Pennsylvania van 1991 tot 1995. Hij staat bekend om zijn conservatieve standpunten.

## Levensloop
Santorum behaalde in 1980 een Bachelor of Arts in politicologie aan de Pennsylvania State University en in 1981 een Master of Business Administration aan de Universiteit van Pittsburgh. In die jaren begon hij ook zijn politieke carrière als assistent van de Republikeinse staatssenator Doyle Corman. In 1986 behaalde hij zijn Juris Doctor aan de Dickinson School of Law en werd hij toegelaten tot de balie. Hij begon te werken bij het advocatenkantoor Kirkpatrick & Lockhard. In die periode pleitte hij met succes voor de World Wrestling Federation dat professioneel worstelen niet zou moeten vallen onder de federale regelgeving met betrekking tot het slikken van anabole steroïden, met de argumentatie dat worstelen entertainment is en geen sport. Santorum verliet de advocatuur toen hij in november 1990 gekozen werd in het Huis van Afgevaardigden.

### Huis van Afgevaardigden
Bij de verkiezingen voor het Huis van Afgevaardigden in 1990 versloeg Santorum de zevenmaal herkozen Democratische afgevaardigde Doug Walgren. Santorum viel Walgren aan op het feit dat deze het grootste deel van het jaar buiten het district woonde. Als afgevaardigde was Santorum lid van de Gang of Seven een groep afgevaardigden die de corruptie bij de bank van het Huis van Afgevaardigden blootlegde.

### Senaat
In 1994 werd Santorum gekozen in de Senaat. Hij versloeg de Democraat Harris Wofford. In 2000 werd Santorum herkozen door de Democraat Ron Klink te verslaan.
Bij de presidentsverkiezingen in 1996 schaarde Santorum zich achter de senator voor Pennsylvania Arlen Specter, overigens een gematigde republikein. In december 2006 stemde Santorum als een van de twee senatoren tegen de benoeming van Robert Gates als minister van Defensie. Gates had laten weten meer toenadering te willen zoeken tot Iran en Syrië, maar Santorum stelde dat praten met de "radicale Islam" een grote vergissing zou zijn.
Bij de Senaatsverkiezingen in 2006 moest Santorum het opnemen tegen de Democraat Bob Casey jr., de zoon van Bob Casey sr., een voormalig gouverneur van Pennsylvania. Het was voor de Democratische Partij belangrijk om Santorum te verslaan bij deze verkiezingen. Casey was tegen abortus en sprak daar ook een deel van de achterban van Santorum mee aan, die de verkiezingen uiteindelijk met een verschil van 17 procent verloor.

### Advocatuur en politiek commentator
Na zijn vertrek uit de Senaat ging Santorum werken bij het advocatenbureau Eckert Seamans Cherin & Mellott, LLC. Hij trad ook regelmatig op als commentator bij de conservatieve zender Fox News Channel. Bij de Republikeinse voorverkiezingen voor het presidentschap in 2008 kondigde hij zijn steun aan voor Mitt Romney. Later schaarde hij zich achter John McCain. Diens keuze van Sarah Palin als running mate voor het presidentschap noemde Santorum een stap in de goede richting.
Sinds juni 2013 is Santorum bestuursvoorzitter van EchoLight Studios, een maatschappij die films voor christelijke gezinnen maakt.

### Presidentskandidaat
Op 6 juni 2011 bevestigde Santorum officieel dat hij zich kandidaat zou stellen voor de Amerikaanse presidentsverkiezingen 2012. Op 10 april 2012 staakte hij de strijd voor de Republikeinse kandidatuur voor de presidentsverkiezingen.
Santorum stelde zich in 2015 wederom kandidaat voor het presidentschap, maar hij trok zich na de voorverkiezingen in Iowa op 2 februari 2016 terug. Hij gaf vervolgens aan Marco Rubio te steunen.

## Politieke opvattingen
Santorum omschrijft zichzelf als sociaal conservatief. Binnen deze beweging is veel aandacht voor gezinswaarden, godsdienstvrijheid, een sterk maatschappelijk middenveld, de kracht van het individu en een terughoudende overheid die zich wel inzet voor het welzijn van allen. Hij is pro-life en vindt dat het huwelijk uitsluitend de verbintenis kan zijn tussen één man en één vrouw. In april 2003 zei hij dat hij geen probleem had met homoseksuelen, maar wel met homoseksuele handelingen. Hij stelde dat homoseksualiteit ondermijnend is voor het gezinsleven en voor de maatschappij als geheel. Dit kwam hem op een zogenaamde Googlebom te staan (zie Spreading Santorum).
Met betrekking tot het immigratiebeleid is hij tegenstander van een amnestie voor illegale immigranten. Santorum is voorstander van een efficiëntere grensbewaking bij de grens met Mexico en pleitte ervoor om troepen van de Nationale Garde langs de grens te installeren. Ook wil hij dat het Engels wordt uitgeroepen tot de nationale taal van de Verenigde Staten.
Bij de invoering van de wet No Child Left Behind deed Santorum een onsuccesvolle poging om een amendement toe te voegen aan de wet waarbij er meer ruimte moest komen om intelligent design te doceren in het onderwijs. In het amendement stond dat de verschillende standpunten in het onderwijs moesten worden belicht als er controverse was in de wetenschap over een bepaald onderwijs. Het amendement, dat de evolutietheorie als voorbeeld noemde, werd niet opgenomen in de wet, maar wel in een bijlage die een adviserende status had.
Samen met de Democratische senator John Kerry stelde Santorum wetgeving voor waarbij werknemers meer mogelijkheden zouden krijgen om vrije dagen op te nemen in het geval van een religieuze feestdag. Ook zouden werknemers als zij werkkleding droegen, religieuze symbolen mogen dragen tijdens het werk. Deze voorstellen haalden het uiteindelijk niet in de Senaat.
Santorum trok op 21 juni 2006 de aandacht toen hij samen met Pete Hoekstra verklaarde dat de massavernietigingswapens in Irak waren gevonden. Hij refereerde aan de vondst van chemische munitie die was gedaan tijdens de Iran-Irakoorlog. Deze was daar in het begin van de jaren negentig begraven. De CIA en het Witte Huis verklaarden dat het hier niet ging om de wapens op basis waarvan besloten was Irak aan te vallen.
In de Senaat kwam Santorum ook voor het dierenwelzijn op. Hij stelde in 2005 samen met de senatoren Dick Durbin en Arlen Specter wetgeving voor waardoor het mogelijk was zowel amateurfokkers als commerciële dierenfokkers beter te kunnen controleren.
Santorum verklaarde in een tv-interview dat in Nederland bejaarden een 'Euthanaseer-mij-niet-armband' ("Do not euthanize me" bracelet) zouden dragen en dat ongeveer de helft van de euthanasie-gevallen onvrijwillig is, tien procent van alle sterfgevallen in Nederland. Oude en zieke mensen zouden niet in Nederland naar het ziekenhuis durven te gaan, omdat ze bang zijn vanwege de hoge zorgkosten daar geëuthanaseerd te worden. Santorums uitspraken leidden tot scepsis in binnen- en buitenland. Tweede Kamerlid Frans Timmermans vroeg de Nederlandse minister van Buitenlandse Zaken Uri Rosenthal stelling te nemen tegen de aantijgingen. De minister antwoordde op 6 maart dat de Nederlandse ambassade in de Verenigde Staten had gereageerd door informatie over het Nederlandse euthanasiebeleid te verschaffen aan Santorums campagneteam en aan verschillende media zoals de New York Times.

## Personalia
Santorum trouwde met Karen Garver in 1990. Het koppel kreeg acht kinderen. In 1996 overleed een zoon kort na de premature geboorte. Zijn vrouw schreef daar het boek Letters to Gabriel. The True Story of Gabriel Michael Santorum over. Het gezin is Rooms-katholiek.
- International Standard Name Identifier: 0000 0000 4929 0919
- Library of Congress Control Number: n2005053174
- Biographical Directory of the United States Congress: S000059
- Virtual International Authority File: 48636074
- WorldCat: E39PBJkMGDx9dJbcH8QGXmkbh3